# 乌滕多夫
乌滕多夫是德国图林根州的一个市镇。总面积8.09平方公里，总人口468人，其中男性238人，女性230人（2011年12月31日），人口密度58人/平方公里。